# Matt Kindt
Matt Kindt   (Saint Louis, 1973) és un guionista, dibuixant de còmics i dissenyador gràfic estatunidenc.

## Biografia
Matt Kindt va néixer a Saint Louis, Missouri el 1973 i a l'actualitat resideix a Webster Groves, Missouri. Va treballar des de ben jove en l'escena local de mini-còmics autoeditant-se els seus propis treballs des de la dècada de 1990. Va obtenir un grau universitari en art per la Universitat Webster de Saint Louis.

### Carrera artística
Kindt es va dedicar a crear còmics perquè ell disfrutava de l'efecte màgic creat per la combinació de paraules i dibuixos. Ell feia llibres per la seva dona i la seva filla perquè disfrutessin dels seus còmics.
El 2001, Top Shelf Productions va editar la seva primera novel·la gràfica, Pistolwhip. Aquesta novel·la va rebre una molt bona crítica i fou nominada al prestigiós premi Harvey al següent any i fou considerada com una de les deu millors novel·les gràfiques de l'any pel Time Magazine. Posteriorment, ha dibuixat dues seqüeles d'aquesta obra (Mephisto and The empty box i Pistolwhip 2) i va escriure la seva pròpia novel·la gràfica, Two Sisters al mateix temps que mantenia un webcòmic a l'univers de Sisters, Super Spy. El 2006 Kindt va anunciar en el seu blog que escriuria una novel·la experimental anomenada The End of the World. Aquest llibre ha estat acabat però Kindt ara la vol adaptar a una novel·la gràfica. El 2007 va recopilar Super Spy, que fou editada per Top Shelf edicions. El 2008 aquesta recopilació va estar nominada al premi Eisner a la millor reimpressió de novel·la gràfica. El març de 2010 va aparèixer una història curta de super spy al còmic web de Dark Horse, Dark Horse Presents MySpace. Kindt va veure publicat Revolver el 2010 per DC Comics. Dark Horse Comics va editar les sèries MIND MGMT, Pastaways i Dept H.
Les obres de Kindt moltes vegades versen sobre el món de l'espionatge de la dècada de 1940 i també sol incorporar temes com els pirates, el circ i la música.
A més a més dels còmics, Kindt també ha fet un gran nombre d'il·lustracions i fa classes de dibuixar còmics a l'University City de Missouri.
En els premis Eisner es va nominar la seva col·laboració amb Brett Warnock, Lost Girls el 2007.
El juny de 2010 la Warner Bross va estudiar fer una pel·lícula escrita per Dustin Lance Black sobre 3 Story: The Secret History of the Giant Man. Ridley Scott va pensar d'adaptar al cinema MIND MGMT.

## Obres

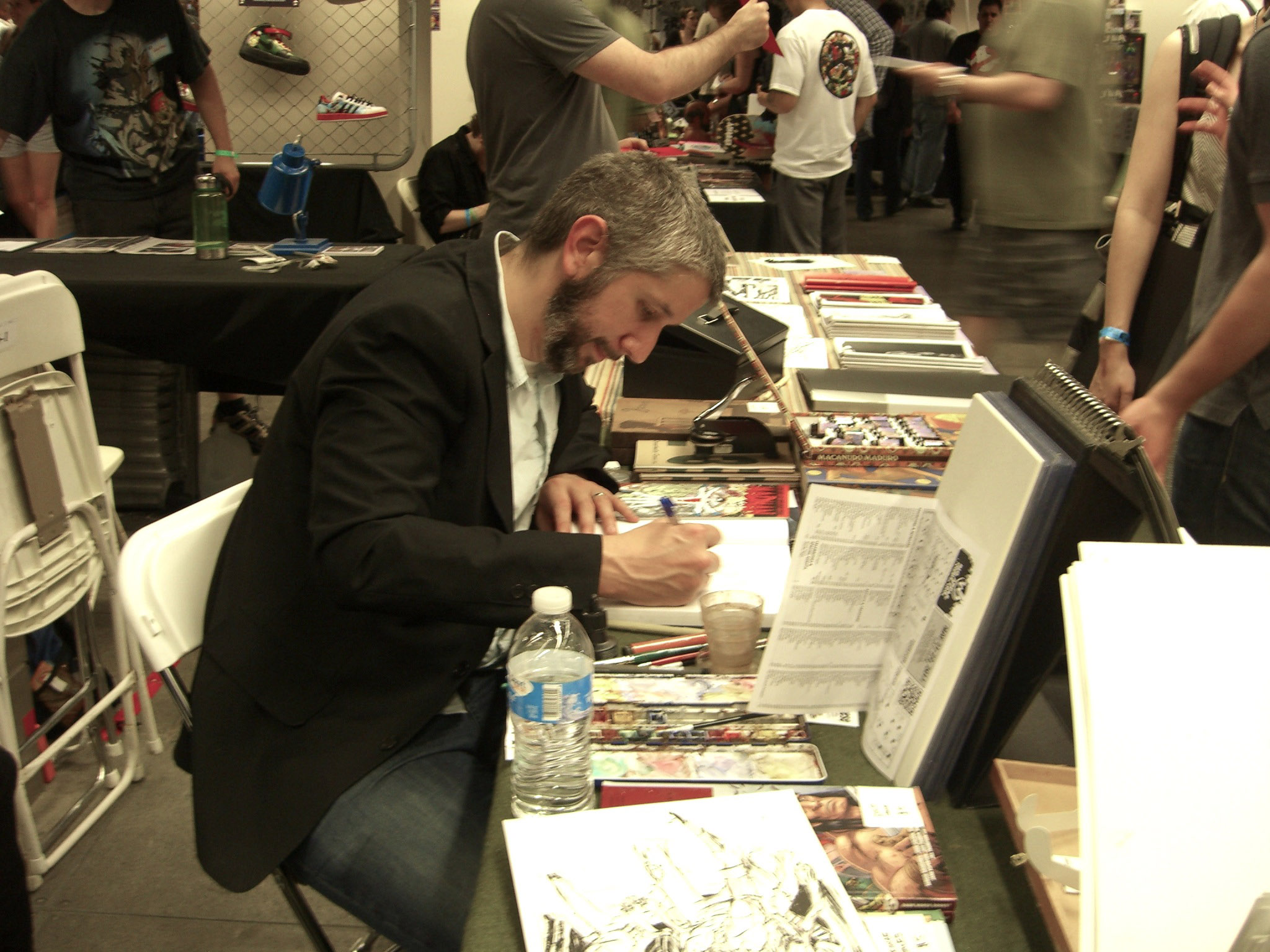
Matt Kindt dibuixant a la Big Apple Convention a Manhattan el 21 de maig de 2011

### Top Shelf Productions
- Pistolwhip (amb Jason Hall):
  - Pistolwhip (w/a, novel·la gràfica, 128 pàgines, 2001, ISBN 1-8918-3023-6)
  - Mephisto and the Empty Box (a, one-shot, 2001)
  - Pistolwhip and the Yellow Menace (a, novel·la gràfica, 144 pàgines, 2003, ISBN 1-8918-3035-X)
- Super Spy (w/a):
  - 2 Sisters (w/a, novel·la gràfica, 336 pàgines, 2004, ISBN 1-8918-3058-9)
  - Super Spy (w/a, una col·lecció de webcòmics que va del 02/06 fins al 02/07, 336 pàgines, 2007, ISBN 1-8918-3058-9)
  - Super Spy: The Lost Dossiers (w/a, novel·la gràfica, 88 pàgines, 2010, ISBN 1-6030-9043-6)

### Dark Horse Comics
- Dark Horse Maverick: Happy Endings: "January" (a, amb Jason Hall, novel·la gràfica antològica, 96 pàgines, 2002, ISBN 1-5697-1820-2)
- Michael Chabon Presents: The Amazing Adventures of the Escapist #4: "Chain Reaction" (w/a, 2004) recopilat a: Michael Chabon Presents the Amazing Adventures of the Escapist Volume 2 (tpb, 160 pàgines, 2004, ISBN 1-5930-7172-8)
- 3 Story: The Secret History of the Giant Man (hc, 192 pàgines, 2009, ISBN 1-5958-2356-5)
- MySpace Dark Horse Presents #24–25, 32 (w/a, 2009) recopilat com 3 Story: Secret Files of the Giant Man
- Reset #1 (només la coberta, 2012)
- MIND MGMT #0–35 (w/a, 2012–2015)
  - NEW MGMT #1 (2015)
- Pastaways #1–8 (amb el dibuixant Scott Kolins, 2015)
- Dept. H (w/a, acolorit per Sharlene Kindt, 2016-i endavant)

### DC Comics/Vertigo
- Revolver (w/a, novel·la gràfica, 192 pàgines, 2010, ISBN 1-4012-2241-2)
- Sweet Tooth (a, amb Jeff Lemire):
  - "Prelude: Lost Trails" (amb Nate Powell i Emi Lenox, al #19, 2011) recopilat a Endangered Species (tpb, 176 pàgines, 2012, ISBN 1-4012-3361-9)
  - "The Taxidermist" (a #26–28, 2011–2012) recopilat a Unnatural Habits (tpb, 160 pàgines, 2012, ISBN 1-4012-3723-1)
- JSA 80-Page Giant '11: "City of Light & Magic" (w, amb Víctor Ibáñez, 2011)
- My Greatest Adventure #1–6: "Uncanny Valley" (amb Scott Kolins, 2011–2012)
- Men of War (w):
  - Men of War: Uneasy Company (tpb, 256 pàgines, 2012, ISBN 1-4012-3499-2) inclou:
    - "Knife Fight!" (amb Patrick Scherberger, a #5, 2012)
    - "Monster in My Pocket" (amb Jeff Lemire i Thomas Derenick, a #8, 2012)
- Frankenstein, Agent of S.H.A.D.E. #0, 10–16 (w, amb Alberto Ponticelli, juny de 2012 – gener de 2013)

### Valiant Entertaiment
- Unity #0–25 (w, 2013–2015)
  - Unity (Volume 1): To Kill A King (tpb, recopilació #1–4, 128 pàgines, 2014, ISBN 1-93934-688-6)
  - Unity (Volume 2): Trapped By Webnet (tpb, recopilació #5–8 + X-O Manowar #5, 112 pàgines, 2014, ISBN 1-93934-634-7)
  - Unity (Volume 3): Armor Hunters (tpb, recopilació #8–11, 112 pàgines, 2014, ISBN 1-93934-644-4)
  - Unity (Volume 4): The United (tpb, recopilació #12–14 + #0 + Harbinger: Faith #0, 128 pàgines, 2015, ISBN 1-93934-654-1)
  - Unity (Volume 5): Homefront (tpb, recopilació #15–18, 112 pàgines, 2015, ISBN 1-93934-679-7)
  - Unity (Volume 6): The War-Monger (tpb, recopilació #19–22, 112 pàgines, 2015, ISBN 1-93934-690-8)
  - Unity (Volume 7): Revenge of the Armor Hunters (tpb, recopilació #23–25, 112 pàgines, 2016, ISBN 1-68215-113-1)
  - Unity Deluxe Edition 1 (hc, recopilació #0–14, 400 pàgines, 2015, ISBN 1-93934-657-6)
- Rai (w, 2014-i endavant)
  - Rai (Volume 1): Welcome to New Japan (tpb, recopilació #1–4, 112 pàgines, 2014, ISBN 1-93934-641-X)
  - Rai (Volume 2): Battle For New Japan (tpb, recopilació #5–8, 112 pàgines, 2015, ISBN 1-93934-661-4)
  - Rai (Volume 3): The Orphan (tpb, recopilació #9–12, 112 pàgines, 2016, ISBN 1-93934-684-3)
  - Rai Deluxe Edition 1 (hc, recopilació#1–12, 352 pàgines, 2016, ISBN 1-68215-117-4)
- The Valiant #1–4 (co-escrit amb Jeff Lemire, 2015)
  - The Valiant (tpb, 112 pàgines, 2015, ISBN 1-93934-660-6)
  - The Valiant Deluxe Edition (hc, 160 pàgines, 2015, ISBN 1-93934-691-6)
- Divinity (w):
  - Divinity #1–4 (2015)
    - Divinity (Volume 1) (tpb, 112 pàgines, 2015, ISBN 1-93934-676-2)

  - Divinity II #1–4 (2016)
  - Divinity III: Stalinverse #1–4 (desembre de 2016)
- Ninjak (w, 2015-i endavant)
  - Ninjak (Volume 1): Weaponeer (tpb, recopilació #1–5, 176 pàgines, 2015, ISBN 1-93934-666-5)
  - Ninjak (Volume 2): The Shadow Wars (tpb, recopilació #6–9, 144 pàgines, 2016, ISBN 1-93934-694-0)
- Book of Death: Fall of Ninjak #1 (w, un sol capítol, 2015)
- 4001 A.D. #1–4 (w, 2016)

### Altres editors
- SPX '02: "Jocko Flocko" (w/a, CBLDF, 2002)
- Postcards: True Stories That Never Happened|Postcards: "The History of a Marriage" (a, amb Harvey Pekar i Joyce Brabner, novel·la gràfica, 160 pàgines, Villard Books, 2007, ISBN 0-3454-9850-X)
- The Tick's 20th Anniversary Special Edition: "World War Spoon" (w/a, New England, 2007)
- Awesome: The Indie Spinner Rack Anthology: "The Misery Index" (w/a, novel·la gràfica, 208 pàgines, Evil Twin, 2007, ISBN 1-6030-9039-8)
- Strange Tales #2: "Black Widow" (w/a, Marvel, 2009) recopilat a ST (hc, 192 pàgines, 2010, ISBN 0-7851-4626-1; tpb, 2010, ISBN 0-7851-2802-6)
- Wolverine and the X-Men #27.AU (w, Marvel Comics, 2013)
- Marvel Knights Spider-Man #1–5 (w, Marvel, 2014)
- Madman: All-New Giant-Size Super Ginchy Special!: "On the Road" (w/a, one-shot, Image, 2011)
- The Tooth (with Cullen Bunn and Shawn Lee), novel·la gràfica, 200 pàgines, Oni Press, 2011, ISBN 1-9349-6452-2)
- Red Handed: The Fine Art of Strange Crimes, First Second, 2013.

## Premis
- 2002:[12]
  - Nominat pel premi de millor treball original d'àlbum gràfic al premi Harvey per Pistolwhip
  - Nominat al premi de millor nou talent al premi Harvey
- 2005: Nominat al reconeixement al talent al premi Eisner per Pistolwhip i 2 Sisters[13]
- 2007: Nominat a la millor edició de dibuix al premi Eisner per Lost Girls[14]
- 2008: Nominat a la millor reedició d'àlbum gràfic al premi Eisner per Super Spy